# Астрономическая единица
Астрономи́ческая едини́ца (русское обозначение: а. е.; международное: с 2012 года — au; ранее использовалось обозначение ua) — единица измерения расстояний в астрономии, примерно равная среднему расстоянию от Земли до Солнца. В настоящее время принята равной в точности 149 597 870 700 метрам.
Астрономическая единица применяется в основном для измерения расстояний между объектами Солнечной системы, экзопланетных систем, а также между компонентами двойных звёзд.

## Определение
В августе 2012 года 28-я Генеральная ассамблея Международного астрономического союза (МАС) в Пекине приняла решение привязать астрономическую единицу к Международной системе единиц (СИ). С этого времени астрономическая единица считается равной в точности 149 597 870 700 метрам. Кроме того, МАС принял решение стандартизовать международное обозначение астрономической единицы: «au».

### Предшествующие определения
Изначально астрономическая единица определялась как длина большой полуоси орбиты Земли или, что то же самое, среднее значение между минимальным (перигелий) и максимальным (афелий) расстояниями от Земли до Солнца. Согласно свойствам эллипса, это значение также является средним расстоянием от точек орбиты Земли до Солнца:126.
В 1976 году 16-я Генеральная ассамблея МАС переопределила астрономическую единицу как единицу расстояния, при которой постоянная Гаусса принимает значение 0,01720209895 (при использовании в качестве единицы времени суток, равных в точности 86 400 секунд СИ; а в качестве единицы массы — массы Солнца, в то время считавшейся равной 1,9891⋅1030 кг). В таком определении астрономическая единица соответствовала радиусу круговой орбиты пробного тела в изотропных координатах, угловая скорость обращения по которой, при пренебрежении всеми телами Солнечной системы кроме Солнца, в точности равна 0,01720209895 радиана в сутки.
В системе постоянных IERS 2003 астрономическая единица полагалась равной 149 597 870 691 м. Эта величина и условное обозначение «ua» были приведены в информационном приложении международного стандарта ISO 80000-3 ревизии 2009 года. В ревизии 2019 года этого стандарта астрономическая единица не упомянута.

## Отношение к Международной системе единиц (СИ)
Астрономическая единица входит в утверждённый Международным бюро мер и весов перечень внесистемных единиц, принятых для использования совместно с единицами СИ. В Российской Федерации использование астрономической единицы допускается в области применения «астрономия» наравне с единицами СИ без ограничения срока. Не допускается употребление астрономической единицы с дольными и кратными приставками СИ.

## История
Первую научную попытку рассчитать астрономические расстояния предпринял создатель гелиоцентрической системы мира Аристарх Самосский в своём трактате «О величинах и расстояниях Солнца и Луны» в III веке до н. э. Тригонометрический метод Аристарха был недостаточно точным, однако на протяжении полутора тысяч лет, с античной древности до эпохи возрождения, это был единственный метод, известный астрономам.
С момента появления кеплеровской небесной механики относительные расстояния в Солнечной системе (исключая слишком близкую Луну) стали известны с хорошей точностью. Поскольку Солнце является центральным телом системы, а обращающаяся по почти круговой орбите Земля — местоположением наблюдателей, естественно было принять радиус этой орбиты за единицу измерения. Однако не существовало способа надёжно измерить величину этой единицы, то есть сравнить её с земными масштабами. Солнце находится слишком далеко, чтобы с Земли надёжно измерить его параллакс. Расстояние до Луны было известно, но исходя из известных в XVII веке данных оценить отношение расстояний до Солнца и Луны не удавалось — наблюдение Луны не даёт требуемой точности, а отношение масс Земли и Солнца также не было известно.
Первым способом уточнения расстояния от Земли до Солнца было уточнение параллакса Солнца путём сравнения его с параллаксом Венеры при прохождении последней по солнечному диску. В 1639 году английский астроном Джереми Хоррокс совместно с Уильямом Крабтри провёл первое в истории наблюдение прохождения Венеры с научными целями и рассчитал расстояние от Земли до Солнца. В современных единицах результат вычислений Хоррокса составил 95,6 млн км и для своего времени был наиболее точным. Записи об этом наблюдении были опубликованы лишь после смерти обоих учёных, в 1661 году, Яном Гевелием.
В 1672 году Джованни Кассини совместно со своим сотрудником Жаном Рише измерил параллакс Марса. Поскольку параметры орбит Земли и Марса были известны с высокой точностью, появилась возможность уточнить величину астрономической единицы — в современных единицах у них получилось примерно 140 млн км.
Впоследствии величина астрономической единицы неоднократно уточнялась при наблюдении прохождений Венеры по солнечному диску. Наблюдения параллакса астероида Эрос во время сближений его с Землёй в 1901 и 1930—1931 годах позволили получить ещё более точную оценку.
Астрономическая единица также уточнялась с помощью радиолокации планет. Локацией Венеры в 1961 году установлено, что астрономическая единица равна 149 599 300 ± 2000 км. Повторная радиолокация Венеры в 1962 году позволила уменьшить неопределённость и уточнить значение астрономической единицы как 149 598 100 ± 750 км.
Новейший способ уточнения астрономической единицы основан на наблюдениях за движением автоматических межпланетных станций, элементы орбит которых можно определить с высокой точностью благодаря регулярным сеансам связи с ними:128.
Многолетние измерения расстояния от Земли до Солнца зафиксировали его медленное увеличение со скоростью (15 ± 4) метра за сто лет (что на порядок превышает точность современных измерений). Одной из причин может быть потеря Солнцем массы (вследствие солнечного ветра), однако наблюдаемый эффект значительно превышает расчётные значения.

## Некоторые расстояния и соотношения
- Электромагнитное излучение, в том числе видимый свет, проходит 1 астрономическую единицу примерно за 500 секунд (8 минут 20 секунд). Более точное значение, с учётом принятых определений астрономической единицы и скорости света, составляет 499,005 сек.
- Фактическое расстояние от Земли до Солнца не постоянно, в течение года оно варьируется в пределах от 0,9832898912 до 1,0167103335 а. е.
- Большая полуось орбиты Нептуна, самой далёкой планеты Солнечной системы, — около 30,1 а. е.[19]
- 21 февраля 2019 года был установлен новый рекорд наблюдения наиболее удалённого объекта Солнечной системы. Обнаруженный на снимках с телескопа «Субару» транснептуновый объект получил название FarFarOut. Расстояние до него оценивается в 140 ± 10 а. е.[20]
- Космический аппарат «Вояджер-1», по состоянию на 2025 год, преодолел расстояние 167 а. е. от Солнца и продолжает удаляться от него со скоростью около 3,6 а. е./год (его текущее удаление отображается на сайте НАСА[21]). Это самый удалённый от Земли объект, созданный человеком[22].
- 1 световой год ≈ 63 241 а. е.
- 1 парсек ≈ 206 265 а. е. (переводной коэффициент является иррациональным числом, точно равным количеству угловых секунд в 1 радиане, 180·60·60/π)[23].
- Расстояние до ближайшей (после Солнца) к нам звезды, Проксимы Центавра, — около 268 400 а. е.[24]